# Малоазиатские гадюки
Малоазиатские гадюки (лат. Montivipera) — род ядовитых змей из семейства гадюковых, ранее включался в качестве подрода в род Vipera.

## Классификация
Род включает 6—8 видов:
- Montivipera albicornuta[5] — эндемик долины Занджан в северо-западном Иране
- Montivipera albizona — Анатолийская гадюка[6] — эндемик Турции
- Montivipera bornmuelleri — Гадюка Борнмюллера — ареал: Ливан, Израиль, Сирия
- Montivipera bulgardaghica[7] — эндемик Турции
- Montivipera latifii — гадюка Лятифи — эндемик Ирана
- Montivipera raddei — Гадюка Радде — ареал: Армения, Нахичевань (Азербайджан), прилегающие районы Турции и Ирана
- Montivipera wagneri — гадюка Вагнера[6] — ареал: восточная Турция и северо-западный Иран
- Montivipera xanthina — малоазиатская (турецкая) гадюка — распространена в Турции, Сирии, на островах Греции

## Примечание
1. 1 2  Ананьева Н. Б., Орлов Н. Л., Халиков Р. Г., Даревский И. С., Рябов С. А., Барабанов А. В. Атлас пресмыкающихся Северной Евразии (таксономическое разнообразие, географическое распространение и природоохранный статус). — СПб.: Зоологический институт РАН, 2004. — С. 189. — 1000 экз. — ISBN 5-98092-007-2.
2. ↑  The Reptile Database: genus Montivipera (англ.)
3. ↑  Международная Красная книга Архивная копия от 27 июня 2014 на Wayback Machine  (англ.)
4. ↑  русские названия приведены по Ананьева Н. Б., Боркин Л. Я., Даревский И. С., Орлов Н. Л. Пятиязычный словарь названий животных. Амфибии и рептилии. Латинский, русский, английский, немецкий, французский. / под общ. ред. акад. В. Е. Соколова. — М.: Рус. яз., 1988. — С. 363. — 10 500 экз. — ISBN 5-200-00232-X.
5. ↑  Montivipera albicornuta Архивная копия от 1 мая 2012 на Wayback Machine в Международной Красной книге 2010  (англ.) Проверено 17 апреля 2011.
6. 1 2  Систематический список позвоночных животных в зоологических коллекциях на 01.01.2012 // Андреева Т. Ф., Вершинина Т. А., Горецкая М. Я., Карпов Н. В., Кузьмина Л. В., Остапенко В. А., Шевелёва В. П. Информационный сборник Евроазиатской региональной ассоциации зоопарков и аквариумов. Выпуск № 31. Том II. Межвед. сбор. науч. и науч.-метод. тр. / Под ред. В. В. Спицина. — М.: Московский зоопарк, 2012. — С. 298, 300. — 570 с. ISBN 978-5-904012-37-3 PDF Архивировано 24 мая 2013 года.
7. ↑  Montivipera bulgardaghica (англ.). The IUCN Red List of Threatened Species.